# Wizkid
Ayodeji Ibrahim Balogun (Surulere, Lagos; 16 de julio de 1990), más conocido por su nombre artístico Wizkid (en ocasiones estilizado como WizKid), Wizzy, Big Wiz, Machala o Starboy, es un cantante y compositor nigeriano.
Recibió varias nominaciones y premios a premios internacionales de música, comenzó a grabar música a la edad de 11 años y logró lanzar un álbum en colaboración con los Glorious Five, un grupo que él y un par de amigos de su iglesia formaron. Wizkid firmó un contrato discográfico con Empire Mates Entertainment (E.M.E) en 2009
Saltó a la fama después de lanzar "Holla at Your Boy", el sencillo principal de su álbum de estudio debut, Superstar (2011). "Tease Me/Bad Guys", "Don't Dull", "Love My Baby", "Pakurumo" y "Oluwa Lo Ni" también fueron lanzados como sencillos del álbum Superstar. Ayo, su segundo álbum de estudio homónimo, fue lanzado en septiembre de 2014. Fue apoyado por seis sencillos: "Jaiye Jaiye", "On Top Your Matter", "One Question", "Joy", "Bombay" y "Show You the Money". Wizkid dejó E.M.E después de que expiró su contrato.
En 2016, Wizkid logró el reconocimiento internacional tras su colaboración con Drake en el exitoso sencillo "One Dance", que alcanzó el número uno en 15 países, incluido el Billboard Hot 100 de Estados Unidos, Reino Unido, Canadá y Australia. Firmó un contrato de varios álbumes con RCA Records en marzo de 2017. Su tercer álbum de estudio, Sounds from the Other Side, fue lanzado en julio de 2017. Sirve como su debut discográfico principal y fue principalmente un disco de influencia caribeña. SFTOS fue apoyado por cinco sencillos: "Daddy Yo", "Sweet Love", "Come Closer" con Drake, "African Bad Gyal" y "Naughty Ride". Wizkid se convirtió en el primer artista de Afrobeats en aparecer en el Guinness World Records en 2018 por su contribución a "One Dance".
En 2019, apareció en el proyecto de Beyoncé The Lion King: The Gift en la colaboración "Brown Skin Girl", que le valió un premio Grammy al mejor vídeo musical. Su cuarto álbum, Made in Lagos, fue lanzado en octubre de 2020, con gran éxito comercial y aclamación. El álbum incluye el sencillo "Essence", que se convirtió en la primera canción nigeriana en aparecer en el Billboard Hot 100.
En febrero de 2021, Wizkid era el artista nigeriano con más streams de todos los tiempos en Spotify, con más de 3.400 millones de streams en todos los créditos. El 24 de agosto, el álbum 'Made in Lagos' alcanzó el número 1 en la lista de álbumes de Billboard. El 27 de agosto de 2021, Wizkid lanzó la edición deluxe de su álbum Made in Lagos.

## Vida y carrera musical

### 1990–2010: Primeros años y comienzos
Wizkid nació el 16 de julio de 1990 en Surulere, Lagos. Creció en un hogar interreligioso con doce hermanas. Su madre es cristiana pentecostal y su padre practica el Islam. Wizkid asistió a la escuela primaria Ijebu Ode. Creció escuchando a King Sunny Ade, Fela Kuti y Bob Marley.[cita requerida] En una entrevista con Tim Westwood en 2012, dijo que "su padre tiene tres esposas". En otra entrevista con Adesope de Factory 78 TV, Wizkid dijo que formó un grupo llamado The Glorious Five con un par de amigos de la iglesia. Se las arreglaron para lanzar un álbum antes de disolverse. Wizkid empezó con el nombre artístico Lil Prinz hasta 2006. Más adelante conoció a OJB Jezreel, un productor discográfico que le impidió grabar durante un año.  Mientras visitaba con frecuencia los estudios Point Beat de OJB, vio a 2 Face Idibia grabar canciones para su álbum Grass 2 Grace. También estuvo presente durante las sesiones de grabación del álbum debut de Sound Sultan Jagbajantis. Él citó a Naeto C como una de las personas que lo guiaron y entrenaron cuando tenía 15 años. Wizkid firmó un contrato discográfico con Empire Mates Entertainment en 2009. Él coescribió "Omoge You Too Much", una canción del álbum v de Banky W. También trabajó con Naeto C, Ikechukwu y M.I mientras desarrollaba su oficio. A mediados de 2009, se retiró de la Universidad Estatal de Lagos (LASU). Más tarde asistió a la Universidad de Lead City, pero se retiró después de completar dos sesiones.

## Discografía
- 2011: Superstar
- 2014: Ayo
- 2017: Sounds from the Other Side
- 2020: Made in Lagos
- 2022: More love, less ego